# Золото Умальты
«Зо́лото Ума́льты» — российский истерн 2024 года режиссёра Андрея Богатырёва.

## Сюжет
Грабители в шаманских масках нападают на обоз с прииска и похищают 40 пудов золота. Петербургский золотопромышленник обвиняет племя кочевых тунгусов, набирает отряд головорезов, чтобы вернуть украденное и отомстить. Но виды на золото есть не только у него.
Фильм создан по мотивам реального ограбления, случившегося на территории нынешнего Верхнебуреинского района Хабаровского края в 1891 году.

Из дел полицейских управлений Хабаровска и Благовещенска были заимствованы имена и судьбы несчастных преступников — Тимоши, Евграфа, офицера Долецкого. Пришлось изучить и документы, посвященные китайским притонам в Приамурье.— сценарист фильма Ольга Погодина-Кузмина, журнал «Вокруг Света»

## В ролях
- Александр Самойленко — Леонтий Булыгин
- Алексей Шевченков — Чагин
- Артём Ткаченко — Долецкий
- Софья Эрнст — Софья
- Евгений Антропов — Тимоша
- Павел Деревянко — Кузьма
- Михаил Горевой — Киприян
- Вольфганг Черни — Джек Нортон
- Илья Соловьев — Евграф
- Даулет Абдыгапаров — Салтан
- Сейдулла Молдаханов — шаман
- Диляра Чжан — Малуша
- Даниил Суздальцев — Панта
- Андрей Богатырёв — режиссёр
- Иван Купреенко — Индеец
- Дмитрий Хасис — Ковбой
- Наталия Валькович — Роза
- Сергей Русскин — Становой
- Марат Абдрахимов — Ботул
- Павел Юлку — Хвороба
- Владимир Копуш — Юн Дун
- Юрий Уткин — приказчик Булыгина
- Денис Желтоухов — приказчик на прииске

## Производство
Идея фильма принадлежит губернатору Хабаровского края Михаилу Дегтярёву, который увлёкся историей, прочитав документальный роман-хронику Станислава Глухова «Возвращение на Умальту».
В 2022 году проект победил на питчинге в Минкультуры РФ и получил финансирование из госбюджета. Бюджет фильма не раскрывают, но оценочно он составляет более 200 миллионов рублей.
Производством занималась питерская киностудия «Лендок». Съемки шли с марта по сентябрь 2023 года в Хабаровском крае (Медвежье озеро, Амурские столбы, хребет Хехцир), а также в Санкт-Петербурге (Особняк Кельха, Особняк Кочубея, Михайловский замок) и Ленинградской области (заброшенный санаторий «Токсово» в д. Сярьги), а также локации в Питкярантском районе Карелии.
Постановщик трюков — Сергей Головкин, организатор конных сцен — Николай Павлюк.

## Прокат
Фильм вышел в широкий прокат 4 апреля 2024 года, за первый уикенд — с 4 по 7 апреля — фильм был в тройке лидеров кинопроката с более 84 тысяч зрителей и кассовыми сборами свыше 30,3 миллиона рублей, всего же за три недели проката фильм посмотрели 163 562 зрителей, общие кассовые сборы составили 54 143 275 рублей ($ 586 030).

## Фестивали
- 2024 — XXXIII кинофорум «Золотой Витязь» — фильм вошёл в конкурсную программу, но призами отмечен не был[7][8][9].

## Рецензии
- Тимур Алиев — «Золото Умальты»: живописный истерн Андрея Богатырёва и хабаровского губернатора // Кинопоиск, 5 апреля 2024
- Дарья Малиновская — Самая дорогая реклама Хабаровского края: в прокат вышел фильм «Золото Умальты» // Вечерняя Казань, 5 апреля 2024
- Владимир Буев — «Золото Умальты»: люди гибнут за металл… // Истоки, 22 апреля 2024